# Mesoparapylocheles michaeljacksoni
Mesoparapylocheles
Genre
Espèce
Mesoparapylocheles michaeljacksoni, unique représentant du genre Mesoparapylocheles, est une espèce éteinte de bernard l'hermite (crustacés marins de l'ordre des Décapodes).

## Description et caractéristiques
Il s'agit d'une espèce fossile ayant vécu une centaine de millions d'années durant le Crétacé.
Elle a été découverte le 25 juin 2009 (le jour de la mort de Michael Jackson, d'où son nom) dans une carrière de calcaire abandonnée dans la ville d'Olazti dans le Nord de l'Espagne.

## Publication originale
- (de) René H.B. Fraaije, Adiël A. Klompmaker et Pedro Artal, « New species, genera and a family of hermit crabs (Crustacea, Anomura, Paguroidea) from a mid-Cretaceous reef of Navarra, northern Spain », Neues Jahrbuch fuer Mineralogie. Abhandlungen, E. Schweizerbart (d), vol. 263, no 1,‎ 1er janvier 2012, p. 85-92 (ISSN 0077-7757, 0028-3649 et 2363-7161, DOI 10.1127/0077-7749/2012/0213).